# Frederick Soddy
Frederick Soddy, född den 2 september 1877 i Eastbourne, East Sussex, död den 22 september 1956 i Brighton, East Sussex, var en brittisk radiokemist. 1921 erhöll han Nobelpriset i kemi för sin forskning på radioaktivt sönderfall, särskilt teorin om isotoper.

## Biografi
Efter studier vid University College of Wales at Aberystwyth och Merton College i Oxford forskade Soddy i Oxford från 1898 till 1900. Därefter flyttade han till Montréal där han blev demonstrator på McGill University. På McGill studerade han radioaktivitet tillsammans med Ernest Rutherford. De lyckades visa att radioaktivt sönderfall medför att ett grundämne övergår i ett annat.
Soddy och William Ramsay visade 1903 att alfapartiklar från radiums sönderfall var heliumkärnor. Detta gjorde de genom att lämna ett radiumprov i en lufttom glaskupa och mäta sammansättningen av glaskupans innehåll spektroskopiskt efter att en tid gått. Mätningarna visade att glaskupan innehöll helium.
Från 1904 till 1914 var Soddy lektor vid University of Glasgow, där han visade att uran sönderfaller till radium och att radioaktiva ämnen kunde ha flera isotoper med olika atommassa. Margaret Todd föreslog namnet isotoper på detta fenomen. Senare visade Soddy att även icke-radioaktiva grundämnen kunde ha flera isotoper. Han visade också att en atoms atomnummer minskar med två vid alfasönderfall, och ökar med ett vid betasönderfall. Han gifte sig med Winifred Beilby 1908.
Mellan 1914 och 1919 verkade han vid University of Aberdeen, därefter vid University of Oxford till 1936. Han återupptäckte Descartes sats 1936 och publicerade beviset som ett poem.
Soddy valdes in som Fellow of the Royal Society 1910 och som ledamot av Kungliga Vetenskapsakademien 1919.